# Knock Nevis
Knock Nevis (в прошлом также назывался Seawise Giant, Happy Giant и Jahre Viking) — супертанкер под норвежским флагом. Его размеры составляли: 458,45 метров длины и 69 метров ширины, что делало его  крупнейшим судном мира до ввода в строй супертанкера-газозавода «Prelude FLNG».
Построен в 1976 году, перестроен в 1979 году, в последние годы использовался как плавучее нефтехранилище, затем доставлен в Аланг (Гуджарат, Индия), где в 2009 году утилизирован.

## Характеристики
Knock Nevis имел дедвейт 564 763 тонны.

Сравнение размеров крупнейших судов мира:
- Knock Nevis
- Emma Mærsk
- Queen Mary 2
- MS Berge Stahl
- USS Enterprise

Длина наибольшая — 458,45 метра, ширина — 68,86 метра, осадка по летнюю грузовую марку — 24,61 метра. Максимальная скорость составляла 13 узлов (21,1 км/ч), экипаж судна 40 человек. Тормозной путь судна составлял 10,2 километра, а диаметр циркуляции — более 3,7 километра.
Осадка при полной загрузке не позволяла судну проходить Суэцким каналом и проливом Па-де-Кале в Ла-Манше, а в Панамский канал он не проходил по всем своим габаритам.

## История
ULCC (Ultra Large Crude Oil Carrier) Knock Nevis был спроектирован японской компанией Sumitomo Heavy Industries Ltd. (SHI) в 1974 году и построен на верфи компании Oppama в Йокосуке, префектура Канагава. При постройке судно имело наибольшую длину 376,7, ширину — 68,9 и высоту борта — 29,8 метра. Дедвейт его составлял 418 610 тонн. Танкер приводился в движение паровой турбиной Sumitomo Stal-Laval AP, развивавшей мощность в 37 300 кВт при 85 оборотах (на гребном валу) в минуту. 4-лопастный винт фиксированного шага диаметром 9,3 метра должен был обеспечить танкеру скорость 16 узлов (29,6 км/ч). 4 сентября 1975 года танкер торжественно спущен на воду. Долгое время судно не имело названия и именовалось по строительному номеру корпуса — судно № 1016. В ходе заводских ходовых испытаний выявилась чрезвычайно сильная вибрация корпуса при работе машины на задний ход. Это стало причиной отказа греческих судовладельцев от приёмки судна. Отказ в свою очередь привёл к длительным судебным тяжбам между строителями и заказчиками. В конце концов, греческая компания обанкротилась, и в марте 1976 года судно досталось SHI и получило название Oppama.
SHI, пользуясь своим законным правом владельца, продала Oppama гонконгской компании Orient Overseas Line, владельцем которой являлся магнат C. Y. Tung, поручившей верфи перестроить танкер. Добавлена цилиндрическая вставка, чтобы увеличить дедвейт судна на 156 000 тонн. Работы по переоборудованию закончились через два года, в 1981 году, и обновлённое судно было передано судовладельцу под названием Seawise Giant и подняло либерийский флаг.
В результате перестройки наибольшая длина судна составила 458,45, осадка по летнюю грузовую марку — 24,611 метра, и также до рекордных среди всех судов значений увеличились полное водоизмещение — 657 018 метрических тонн и дедвейт — 564 763 тонн (данные классификационного общества Det Norske Veritas). Количество грузовых танков возросло до 46, а площадь главной палубы составила 31 541 м². Правда, скорость снизилась до 13 узлов. 
После перестройки супертанкер Seawise Giant стал самым большим судном на Земле. Осадка лишила его возможности прохода через Суэцкий и Панамский каналы и через пролив Ла-Манш.
Судно предназначалось и использовалось для перевозки сырой нефти с Ближнего Востока в США вокруг мыса Доброй Надежды. Во время одного такого рейса в период Ирано-Иракской войны, 14 мая 1986 года, танкер атакован иракским истребителем. Seawise Giant следовал Ормузским проливом с грузом иранской сырой нефти. Противокорабельная ракета Exocet поразила танкер в левый борт в районе миделя. На судне вспыхнул неконтролируемый пожар и экипаж оставил его. Погибло 3 человека. Танкер сел на мель недалеко от иранского островка Ларак и объявлен затонувшим.
Сразу по окончании войны в Персидском заливе затонувший Seawise Giant куплен норвежской компанией Norman International, скорее всего из соображений престижа, поднят и переименован в Happy Giant. После подъёма, в августе 1988 года, он поднял норвежский флаг, и его отбуксировали в Сингапур, где он и прошёл ремонтно-восстановительные работы на верфи Keppel Company. В частности, заменено около 3,7 тысяч тонн корпусных конструкций. Ещё до вступления в эксплуатацию в октябре 1991 года, ULCC продан норвежской судоходной компании Loki Stream AS, владельцем которой являлся Jørgen Jahre, за 39 миллионов долларов США, и покинул верфь под новым названием Jahre Viking.
После принятия законов, запрещающих заход танкеров без двойного борта в порты США и Европы, в 2004 году, Jahre Viking в очередной раз поменял хозяина и название. В марте того же года он куплен норвежской компанией First Olsen Tankers Pte. Ltd. и переименован в Knock Nevis. С этого момента его карьера, как транспортного судна, окончилась. В Дубае ULCC переоборудован в танкер-хранилище сырой нефти (FPSO — Floating Production Storage & Offloading) и поставлен на якорь на морском месторождении нефти Al Shaheen вблизи побережья Катара.
К 2010 году подошёл срок окончания эксплуатации Knock Nevis. Он продан компании Amber Development Corporation для дальнейшей утилизации. Новый хозяин переименовал Knock Nevis в Mont и поднял на нём флаг Сьерра-Леоне. В декабре 2009 танкер совершил свой последний переход к берегам Индии.
4 января 2010 года Mont выброшен на берег у индийского города Аланг (штат Гуджарат), где его корпус в течение года был разделан на металл.
Один из 36-тонных становых якорей гиганта сохранён и ныне выставлен в экспозиции Морского музея в Гонконге.